# Qayrun
Qayrun (tiếng Ả Rập: قيرون) là một ngôi làng Syria nằm trong phó huyện Masyaf ở huyện Masyaf, nằm ở phía tây Hama. Theo Cục Thống kê Trung ương Syria (CBS), Qayrun có dân số 1.084 trong cuộc điều tra dân số năm 2004. Cư dân của nó chủ yếu là Alawites.